# Naman Keïta
Naman Keïta (Paris, 9 de abril de 1978) é um ex-velocista francês, campeão mundial dos 4x400 m rasos. Ele conquistou seu título mundial e a medalha de ouro no Campeonato Mundial de Atletismo de 2003, em Paris, França.
Inicialmente a equipe da França chegou em segundo lugar, atrás do revezamento dos Estados Unidos. A posterior suspensão por doping de Jerome Young, um dos integrantes do 4x400 m norte-americano que venceu aquela prova, com todos seus resultados anulados a partir de 1999, fez com que a equipe americana fosse desclassificada e a medalha de ouro passada ao revezamento francês. Ele também tem uma medalha olímpica de bronze conquistada nos 400 m c/ barreiras nos Jogos de Atenas 2004.
Keita testou positivo para testosterona durante o Campeonato Mundial de Atletismo de 2007 em Osaka, Japão. Com isso foi suspenso das competições por dois anos pela Federação Francesa de Atletismo a partir de 1 de setembro de 2007.